# Amleto (film 1964)
Amleto è un film del 1964, diretto da Grigori Kozintsev.
Basato sulla traduzione di Boris Pasternak, assieme all'Amleto di Laurence Olivier è certamente il più riuscito tra i tentativi che si sono susseguiti nella storia del cinema di portare l'opera di William Shakespeare sul grande schermo.

## Trama
Dopo aver scoperto che il padre è stato ucciso dallo zio Claudio, che in questo modo si è impossessato del trono e ha sposato la regina Gertrude, Amleto, principe di Danimarca, decide di vendicare l'assassinio.

## Accoglienza
Georges Sadoul scrisse che il film è ottimamente diretto ed interpretato, aggiungendo che «è stato purtroppo sottovalutato da buona parte della critica, ed è indubbiamente superiore alla versione di Olivier».

### Critica
Il film esce dopo un periodo di repressione politica, scrive Pina Melis, quando il regista si ripropone, dal 1957 «come un perfetto "traduttore" di classici» e vengono citati, oltre ad Amleto, Don Chisciotte e Re Lear.
Ada Ackerman su Positif dedica un vero e proprio saggio allo Shakespeare rivisitato da Grigori Kozintzev iniziando con lo scrivere  che il regista fu uno dei shakespeariani russi più eminenti e più attivi, a più titoli, che fanno eco alla interdisciplinarietà che caratterizzò la maggior parte  dei maestri del cinema sovietico. Il suo Amleto, uscito in occasione del quattrocentesimo anniversario di Shakespeare, ha una lunga gestazione di otto anni ed è in massima parte contemporanea al periodo del Disgelo. Non a caso fu interpretato da Innokenti Smoktounovski, che per questo ruolo fu dichiarato miglior attore dell'Unione Sovietica nel 1964. Nella misura in cui egli fu imprigionato da Stalin dopo la Seconda guerra mondiale è facile rilevare delle forti affinità con il personaggio di Amleto così come è raffigurato nel film, un personaggio in lotta contro la menzogna e l'ingiustizia, considerato pazzo nel suo ambiente.

## Riconoscimenti
- Leone d'argento - Gran premio della giuria alla 29ª Mostra internazionale d'arte cinematografica di Venezia